# Eremocharis (växtsläkte)
Eremocharis är ett släkte i familjen flockblommiga växter.

## Arter
Släktet har nio arter som förekommer i Peru och norra Chile:
- Eremocharis confinis I.M.Johnst.
- Eremocharis ferreyrae Mathias & Constance
- Eremocharis fruticosa Phil.
- Eremocharis hutchisonii Mathias & Constance
- Eremocharis integrifolia Mathias & Constance
- Eremocharis longiramea (H.Wolff) I.M.Johnst.
- Eremocharis piscoensis Mathias & Constance
- Eremocharis tripartita (H.Wolff) Mathias & Constance
- Eremocharis triradiata (H.Wolff) I.M.Johnst.